# Andrães
Andrães é uma povoação portuguesa sede da Freguesia de Andrães do Município de Vila Real, freguesia com 20,47 km² de área e 1373 habitantes (censo de 2021), tendo, por isso, uma densidade populacional de 67,1 hab./km².
Além da sede, a Freguesia de Andrães engloba os seguintes lugares: Fonteita, Jorjais, Magalhã, Mosteirô, Passagem, Póvoa, São Cibrão e Vessadios. Magalhã e Jorjais são lugares meeiros, isto é, partilhados com a freguesia de Abaças.

## Demografia
A população registada nos censos foi:

| Distribuição da População por Grupos Etários | Distribuição da População por Grupos Etários | Distribuição da População por Grupos Etários | Distribuição da População por Grupos Etários | Distribuição da População por Grupos Etários |
| -------------------------------------------- | -------------------------------------------- | -------------------------------------------- | -------------------------------------------- | -------------------------------------------- |
| Ano                                          | 0-14 Anos                                    | 15-24 Anos                                   | 25-64 Anos                                   | > 65 Anos                                    |
| 2001                                         | 249                                          | 224                                          | 755                                          | 283                                          |
| 2011                                         | 178                                          | 171                                          | 774                                          | 266                                          |
| 2021                                         | 143                                          | 130                                          | 741                                          | 359                                          |

## História
Foi mandada povoar em 1202 por D. Sancho I, tendo obtido foral em Julho de 1208. No entanto, a freguesia já existiria antes, pois é referida no foral de Abaças (24 de abril de 1200), quando se definem os limites do termo daquela terra.
Tal como todas as demais pertenças dos Marqueses de Vila Real, Andrães passou em 1641 para a posse da Coroa, quando o Marquês e o seu herdeiro foram executados sob acusação de conjura contra D. João IV. Em 1654, passou a integrar o património da recém-criada Sereníssima Casa do Infantado, situação que se manteve até à extinção desta, aquando das reformas do Liberalismo.